# Monsters University
Monsters University és una pel·lícula animada en 3D dirigida per Donen Scanlon i amb les veus de John Goodman, Billy Crystal i Steve Buscemi. Va ser produïda per Pixar i distribuïda per Walt Disney Pictures. És la catorzena pel·lícula produïda per Pixar i la preqüela de Monsters, Inc. (2001), la primera preqüela realitzada per Pixar.

## Argument
Mike Wazowski des que era nen ha estat rebutjat pels seus companys, i això el va portar a voler demostrar-los que ell era especial. La seva obsessió per ser un professional dels ensurts es va originar en una excursió de part de la seva escola, en la qual va entrar sense permís en una porta i va quedar fascinat dels professionals dels ensurts per sempre. Gràcies als seus bons estudis, és admès en Monsters University. A Mike li donen un recorregut i una habitació, el seu company és Randall Boggs i es fan bons amics.
El primer dia de classe, el professor Knight avisa als seus alumnes que ell era el més terrorífic, segons diuen. Ara, estan al "poble del Professor Knight" i ell no s'espanta amb facilitat fins que apareix la degana de la facultat d'esglais Hardscrabble, els informa que al final del semestre hi haurà un examen final i els que no ho aprovin estaran fora del Programa d'esglais. Hardscrabble és una llegenda. Va batre el rècord de tots els temps amb un crit que estava en la seva conserva-crits.
A la nit, Mike tracta d'estudiar, però Sulley Sullivan (Jimmy Sullivan), un company de classe, s'amaga a la seva habitació, ja que ha robat a Archie, la mascota d'una germanor rival. Archie s'escapa i Mike i Sulley ho persegueixen per tot el campus i ho atrapen, però al final el mèrit l'hi porta Sulley, que és admès pels Roar Omega Roar, la fraternitat més popular de la universitat amb Johnny Worthington com a capdavantera. Mike tracta d'unir-se a ells, però té una discussió amb Sulley que provoca una rivalitat entre ells.
El dia de l'examen final, Mike i Sulley tenen una baralla en la qual destrossen una de les possessions més premiades de Hardscrabble, provocant que tots dos siguin expulsats del Programa d'esglais i que Sulley sigui expulsat dels Roar Omega Roar (ROR). Amb la intenció de demostrar que és un bon asustador, Mike tracta de participar en una sèrie de proves conegudes com les festes dels ensurts, els guanyadors de les quals seran els monstres més aterridors de la universitat. Per unir-se necessita pertànyer a un grup i Mike solament és acceptat als Oozma Kappa (OK), un grup de monstres que no saben espantar. Lamentablement, els Oozma Kappa necessiten un membre més, per la qual cosa Mike accepta a contracor a Sulley. Hardscrabble que és l'organitzadora del torneig en veure que Mike vol participar li permet entrar i fan un tracte en què si guanya el seu equip ho tornarà a acceptar dins del Programa d'esglais en cas contrari quedaran expulsats.
Tots tenen baixes expectatives en què l'equip de Mike i Sulley guanyin, però Mike tracta d'entrenar-los malgrat tot. Mike, Sulley i els altres passen les primeres proves i són convidats a una festa a casa dels Roar Omega Roar, que els gasten una broma i els humilien davant de tota la universitat.
El grup fa una excursió a Monsters Inc., en la qual descobreixen que tot els professionals dels ensurts són completament diferents i que cadascun utilitza les seves virtuts per espantar. Animats, els Oozma Kappa passen la penúltima prova quedant finalistes juntament amb els Roar Omega Roar. En l'última prova (un simulador d'esglais) els Oozma Kappa tenen un acompliment sorprenent, incloent-hi a Sulley que deixa anar un rugit tan fort que humilia a Randy; al final Mike competeix contra Worthington, dona el seu més intens esglai, que no va ser suficient, però així i tot guanyen el que significa estar de tornada a la universitat.
No obstant això poc després Mike descobreix que Sulley va sabotejar el simulador d'esglais posant-ho en "Dificultat principiant" quan va ser el seu torn donant-se explica que en realitat no té capacitat per espantar. Malgrat que adonar-se del seu parany Johnny li ofereix a Sulley tornar però aquest es nega ignorant-ho. Sulley li confessa a Hardscrabble el que va fer però li aclareix que el seu equip no va tenir gens que veure i Hardscrabble molt molesta ho expulsa de la universitat.
Quan Mike s'assabenta que Sulley va fer paranys perquè no creia en ell, s'infiltra en el laboratori de portes i viatja a un campament humà i tracta d'espantar a un nen que en comptes d'espantar-se ho considera adorable. Sulley després d'adonar-se viatja al món humà per salvar a Mike. Després de reconciliar-se, els dos tracten de tornar a la universitat, però Hardscrabble ha desconnectat la porta, provocant que Mike i Sulley quedin atrapats al món humà. En veure's acorralats per humans adults, Mike planeja una excel·lent estratègia per intimidar als guarda bosques i Sulley finalment els dona el esglai més gran que s'hagi vist, generant la suficient energia com per activar la porta i tornar, però el crit de les persones també va sobrecarregar els altres sistemes. Però, les coses van empitjorar; doncs Sulley va rugir tan fort que l'energia va fer que la porta esclatés just després de creuar-la i tornar al món dels monstres. Hardscrabble queda molt sorpresa en veure la capacitat d'espantar de Sulley i més encara amb la idea de Mike per aconseguir el esglai més gran de la història. En aquest moment arriba la CDA (paròdia de CIA) i els porten al despatx del director, mentre passen entre els seus amics de Oozma Kappa (feliços de veure que tots dos van sortir il·lesos de la seva aventura al món humà) i els altres alumnes els esbronquen per trencar la porta i s'enfaden.
Malgrat tot el sorprenent, Mike i Sulley són expulsats de la universitat per fer trampa en les festes dels ensurts i per colar-se en el laboratori de portes, però Hardscrabble, impressionada pel que van fer, els desitja molta sort.
Amb una meta al cap, Mike i Sulley continuen perseguint el seu somni de treballar en Monsters Inc., comencen sent missatgers (treballant per a l'Home de les Neus), després conserges, més tard treballant en la cafeteria de l'empresa, sempre destacant-se per ser els millors en cada activitat, fins a tenir l'oportunitat de provar-se com professionals de l'espant. Finalment aconseguint els seus somnis de ser part de l'empresa i ser part del millor equip de professionals dels ensurts de la companyia, derivant per tant en el que ocorre després en Monsters Inc.

## Tecnologia
Per fer Monsters University, Pixar va duplicar la seva granja de render, que ara compta amb 24,000 processadors. Malgrat això, encara es van necessitar 100 milions d'hores de CPU per a renderitzar la pel·lícula. Fins i tot amb els processadors ràpids d'avui dia i el processament paral·lel, cada fotograma va tardar aproximadament 29 hores en renderitzar. La pel·lícula va començar a processar-se amb RenderMan 16, però va finalitzar amb les preses realitzades en RenderMan 17. El pla no es basava a fer que la reproducció funcionés més de pressa, sinó que estava enfocada en millorar la qualitat dels trets i reduir la complexitat. Com de vegades en les configuracions anteriors, hi havia centenars de llums en una presa, "feia el treball de dirigir els trets molt més complicat". El resultat va ser un nou flux de treball d'il·luminació dins del programari propietat de l'estudi, Marionette, amb un disseny més simple i intuïtiu, posat a prova primer pels encenedors en la funció animada de 2006, Cars. Pixar utilitza PR RenderMan, i la versió que van utilitzar en aquell moment no incloïa el traçat de rajos sofisticat. Quan va començar el treball a Monsters University, el grup de producció va decidir que era el moment adequat per implementar completament el raytracing, en aquest grup estaven Bill Reeves, un pioner en gràfics per computadora (qui, juntament amb John Lasseter, va rebre un Oscar per Tin Toy, i els Premis de l'Acadèmia Tècnica per inventar sistemes de partícules i el desenvolupament del sistema Marionette de Pixar); dues vegades guanyador del Premi Sci-Tech Christophe Hery; l'enginyer de programari Jacob Kuenzel; director tècnic Chris King; l'enginyer de programari Davide Pesare; director tècnic supervisor Guido Quaroni; i l'artista d'ombreig i pintura de personatges Peter Sumanaseni.

## Repartiment
- Billy Crystal - Mike Wazowski
- John Goodman - Sulley Sullivan
- Steve Buscemi - Randall Boggs
- Helen Mirren - Abigail Hardscrabble
- Peter Sohn - Scott "Squishy" Squibbles
- Joel Murray - Don Carlton
- Sean Hayes - Terri Perry
- Dave Foley - Terry Perry
- Charlie Day - Art
- Alfred Molina - Profesor Derek Knight
- Tyler Labine - Brock Pearson
- Nathan Fillion - Johnny J. Worthington III
- Aubrey Plaza - Claire Wheeler
- Bobby Moynihan - Chet Alexander
- Noah Johnston - Young Mike
- Julia Sweeney - Sherri Squibbles
- Bonnie Hunt - Ms. Karen Graves
- John Krasinski - "Frightening" Frank McCay
- Bill Hader - Referee
- Beth Behrs - Carrie Williams
- Bob Peterson - Roz
- John Ratzenberger - The Yeti

## Doblatge
| Personatge                  | Veu en anglès  | Veu en castellà llatinoamericà | Veu en castellà      |
| --------------------------- | -------------- | ------------------------------ | -------------------- |
| Michael "Mike" Wazowski     | Billy Crystal  | Andrés Bustamante              | José Mota            |
| James P. Sullivan           | John Goodman   | Victor Trujillo                | Santiago Segura      |
| Randall Boggs               | Steve Buscemi  | Moisés Palacios                | Miguel Ángel Montero |
| Don Clinton                 | Joel Murray    | Carlos Del Campo               | Fernando De Luis     |
| Art                         | Charlie Day    | Raymundo Armijo                | Ricardo Escobar      |
| Terri Perry                 | Sean Hayes     | Moisés Iván Mora               | Javier Balas         |
| Terry Perry                 | Dave Foley     | Jesús Guzmán                   | Artur Palomo         |
| Scott "Squishy" Bubbles     | Peter Sohn     | Ramón Bazet                    | Jorge Saudinós       |
| Decana Abigail Hardscrabble | Helen Mirren   | Rebecca Manriquez              | Mayte Torres         |
| Profesor Derek Knight       | Alfred Molina  | Gabriel Pingarrón              | Carlos Kaniowski     |
| Johnny Worthingtion III     | Nathan Fillion | José Gilberto Vilchis          | Iván Muelas          |
| Claire Wheeler              | Aubrey Plaza   | Erika Ugalde                   | Silvia Sarmentera    |
| Brock Pearson               | Tyler Labine   | Gerardo Vásquez                | Roberto Encinas      |
| Frank McCay                 | John Krasinski | Carlo Vázquez                  | Juan Logar Jr.       |

## Desenvolupament
Els plans per a una seqüela de Monsters, Inc. van començar després de la pel·lícula anterior. A causa dels desacords entre el president de Disney Michael Eisner i l'amo de Pixar, Steve Jobs, Disney, que en aquests moments tenia els drets per a fer les seqüeles de totes les seves pel·lícules fins a Cars, va anunciar que una seqüela de Monsters, Inc. podria ser realitzada per Circle 7 Animation, els qui també és trobaven treballant en el guio de Toy Story 3. Titulada còm Monsters, Inc. 2: Lost in Scaradise, la pel·lícula és centrava en Mike i Sulley visitant el món humà per a donar-li a Boo un regal d'aniversari, solament per a descobrir que la mateixa s'ha mudat. En quedar-se atrapats en el món humà, Mike i Sulley se separen per a fer cadascun els seus plans, Sulley continuar la cerca de Boo, mentre que Mike comença a cercar una manera de tornar a Monstrópolis. Els guionistes Rob Muir i Bob Hilgenberg van ser contractats per a escriure el guió, i crear els storyboard. No obstant en 2005, Eisner, gerent en aqueix moment de Disney, va ser reemplaçat pel seu tinent Robert Iger qui també va negociar amb Pixar. A principis de 2006 Disney va anunciar que s'havien apoderat de l'estudi. Quan Disney va transferir els drets d'autor a Pixar, va causar la cancel·lació de la versió de la pel·lícula de Muir i Hilgenberg i la subsegüent clausura de Circle 7.

## Producció
En 2010 es va confirmar oficialment una seqüela. Originalment, la data d'estrena seria el 16 de novembre de 2012, posteriorment avançada al 2 de novembre de 2012 per a evitar la competència amb The Twilight Saga: Breaking Dawn Part 2 l'última pel·lícula de la saga de vampìrs Twilight. L'abril de 2011, es va anunciar que la data d'estrena de la pel·lícula seria postergada per al 21 de juny de 2013 a causa de l'èxit de les cintes de Pixar estrenades a l'estiu, segons Chuck Viane, un executiu de Disney.
A principis de 2011, és rumorejava que Monsters, Inc. 2 seria una preqüela. El març de 2011, es van confirmar els rumors de la preqüela i es va revelar el nou títol: Monsters University. Es va confirmar a Donen Scanlon com a director i a Pete Docter i Andrew Stanton com a escriptors. També es va anunciar que John Goodman, Billy Crystal, Steve Buscemi, Jennifer Tilly, Frank Oz, Bonnie Hunt, Bob Peterson i John Ratzenberger repetirìen els seus personatges.

## Música
Música de Randy Newman
Disney Pixar, Monsters University   
N.º        Título                
1.           «Main Title»     
2.           «Young Michael»            
3.           «First Day at MU»          
4.           «Dean Hardscrabble»   
5.           «Sulley»             
6.           «Scare Pig»        
7.           «Wasted Potential»      
8.           «Oozma Kappa»             
9.           «Stinging Glow Urchin»
10.         «Field Trip»       
11.         «Rise and Shine»            
12.         «The Library»   
13.         «Roar» (performed by Axwell & Sebastian Ingrosso)      
14.         «The Scare Games»      
15.         «Did You Do This?»        
16.         «Human World»             
17.         «The Big Scare»              
18.         «Goodbyes»     
19.         «Mike and Sulley»         
20.         «Monsters University»

## Recepció

### Crítica
Monsters University ha rebut, crítiques positives per part dels crítics. El film va rebre 78% de crítiques positives per part del lloc web Rotten Tomatoes, basat en 174 revisions amb una qualificació de 6.8/10. El lloc de crítiques citava: "Aquest no escala fins als més alts treballs de Pixar, però Monsters University segueix divertint a qualsevol crític de qualsevol edat." Un altre lloc de crítiques de cinema, Metacritic, el qual assigna una crítica de 100 com a topall, va calcular una puntuacio de 65, basat en 41 ressenyes.
El crític de cinema xilè Ítalo Passalacqua va dir en la seva ressenya que "la pel·lícula no aconseguia la mateixa diversió de la primera part, que era desbaratada i només gaudia de moments". A més va criticar la durada de la pel·lícula per a xiquets xicotets, però va lloar la tecnologia de la producció, qualificant la pel·lícula amb una nota 4 sobre 7.

### Comercial
La pel·lícula ha tingut èxit de taquilla amb tan sols uns pocs dies en els cinemes. En el primer cap de setmana va recaptar $80.000.000 solament a Amèrica del Nord; a nivell mundial ja ha recaptat $400.527.000.18.
A més, segons fonts, Monsters University va ser la 6 º Pel·lícula amb major recaptació en el món en el 2013; després de "Frozen: Una Aventura Congelada", "Iron Man 3", "El meu Vilà favorit 2", "Ràpids i Furiosos 6" i "En Llamas"